# 甘肃黄芩
甘肃黄芩（学名：Scutellaria rehderiana），为唇形科黄芩属下的一个植物种。